# 3. ŽNL Vukovarsko-srijemska Grupa A 2000./01.
3. ŽNL Vukovarsko-srijemsku je u sezoni 2000./01. činilo 15 klubova iz Vukovarsko-srijemske županije podijeljenih u dvije grupe. Pobjednici grupa bi igrali finale čime bi bio odlučen prvak lige, odnosno klub koji će biti promoviran u 2. ŽNL Vukovarsko-srijemsku. Iz lige nitko nije ispadao, jer je 3. ŽNL Vukovarsko-srijemsku najniži rang natjecanja.
Prvenstvo i promociju u 2. ŽNL Vukovarsko-srijemsku su osvojili NK Marinci nakon finalnog meča s NK Sremac Markušica.

## Ljestvica
| Mj. | Klub                  | Sus. | Pobj. | Nerj. | Por. | GR.   | Bod.       |
| --- | --------------------- | ---- | ----- | ----- | ---- | ----- | ---------- |
| 1.  | NK Sremac Markušica   | 14   | 9     | 1     | 4    | 45:25 | 27 (-1) ↓1 |
| 2.  | NK Budućnost Šiškovci | 14   | 9     | 1     | 4    | 28:27 | 27 (-1) ↓2 |
| 3.  | NK Mladost Đurići     | 14   | 7     | 1     | 6    | 25:19 | 22         |
| 4.  | NK Šokadija Đeletovci | 14   | 7     | 1     | 6    | 33:33 | 22         |
| 5.  | NK Đezelem Korođ      | 14   | 5     | 3     | 6    | 32:28 | 18         |
| 6.  | NK Srijem Orolik      | 14   | 4     | 3     | 7    | 19:22 | 15         |
| 7.  | NK Županja 77         | 14   | 5     | 0     | 9    | 27:43 | 15         |
| 8.  | NK Podgrađe           | 14   | 4     | 2     | 8    | 26:38 | 14         |

## Play-off za prvaka 3. ŽNL
Finalna utakmica prvenstva odigrana je 3. lipnja 2001. godine na Gradskom stadionu u Vukovaru između pobjednika grupa NK Sremac Markušica i NK Marinci. Utakmica je završena rezultatom 2:1 za NK Marince, čime su oni postali prvak 3. ŽNL i stekli promociju u 2. ŽNL.